# Erdölförderung in Alaska

Karte von Alaska

Die Erdölförderung in Alaska ist ein großer Wirtschaftszweig des US-amerikanischen Bundesstaates. Nachdem Söldner 1891 im Cook Inlet Erdöl fanden, begann man dieses ab 1911 zu fördern. Doch erst seit dem massenhaften Auftauchen von Erdöl im Prudhoe Bay in den Jahren 1967 und 1968 wird es ab 1977 in großen Mengen gefördert. Um das beförderte Erdöl ganzjährig fördern zu können, begann man nach einem zweijährigen Bau 1977 das Erdöl in der 1287 km langen Trans-Alaska-Pipeline nach Valdez zu transportieren. Vermehrt kam es in der Geschichte der Erdölförderung in Alaska zu schweren Unfällen mit Öltankern. Der Öltanker Exxon Valdez lief am 24. März 1989 auf ein Riff, dabei verlor das Schiff 40.000 Tonnen, oder 42 Millionen Liter, Rohöl.

## Wirtschaftliche Bedeutung
Die Wirtschaft Alaskas ist abhängig von der Erdölproduktion. Etwa 85 Prozent des jährlichen Bruttonationaleinkommens des größten und reichsten Bundesstaats wird in der Ölproduktion eingenommen, obwohl etwa nur vier Prozent der Bevölkerung in den Ölraffinerien arbeiten. Der größte Teil des Erdöls wird im North Slope Borough und dem Prudhoe Bay gefördert. Da die Häfen im Norden Alaskas ganzjährig zugefroren sind, betrachtete man es als einzige Lösung, eine Pipeline für 10 Milliarden US-Dollar in den nächsten eisfreien Hafen in Valdez zu bauen, um dort das beförderte Erdöl zu verschiffen.

## Geschichte

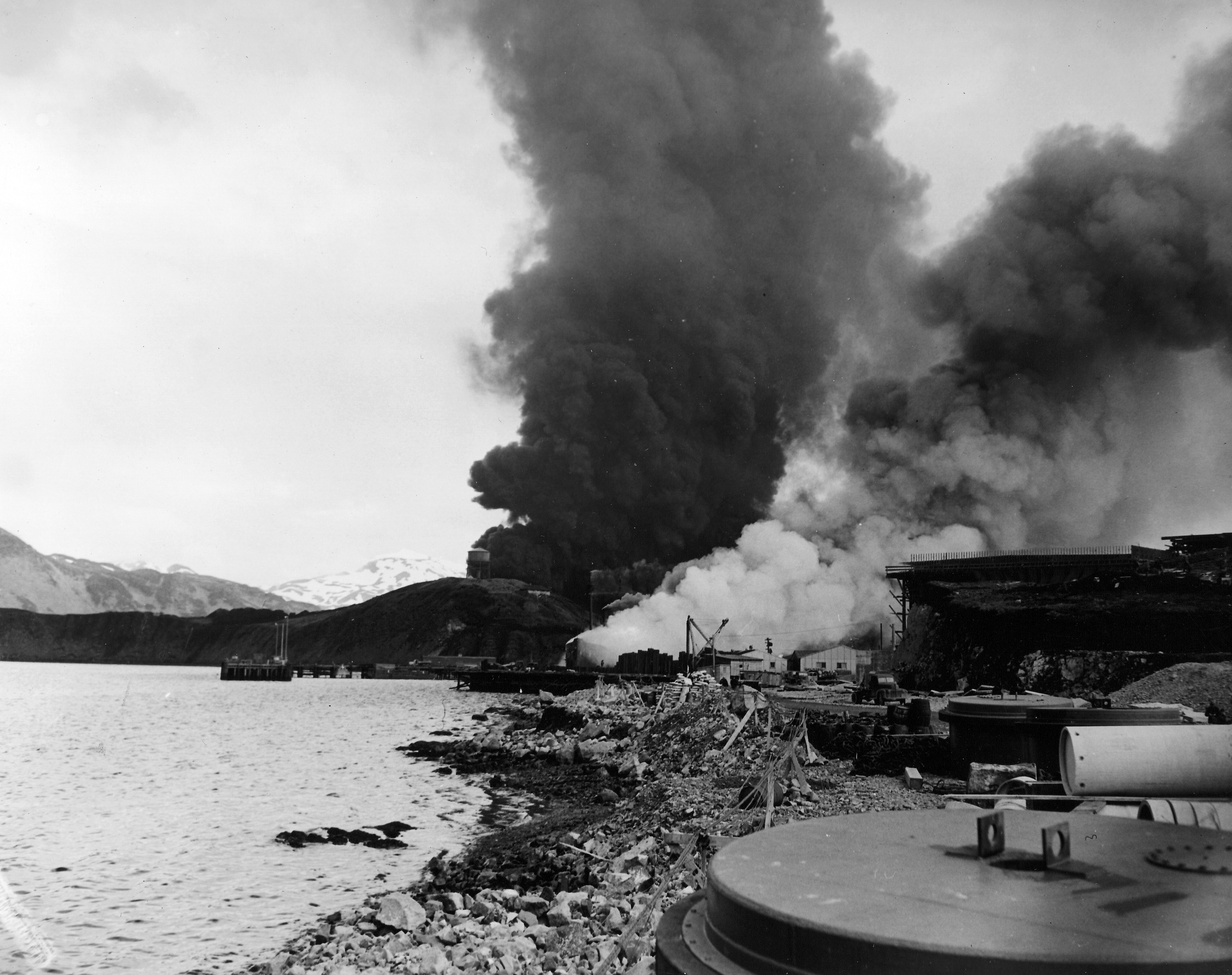
Brennender Öltanker während des japanischen Angriffs auf Dutch Harbor

Die ersten Erdölfunde wurden von Söldnern im Cook Inlet im Jahre 1891 gemacht. Nachdem Edwin L. Drake bereits in den Jahren von 1857 bis 1859 mehrere lukrative Ölbohrungen in Pennsylvania durchführte und das beförderte Erdöl als Brennstoff für Lampen benutzte, geriet es nach der Verbesserung und Patentierung der Glühlampe 1880 durch Thomas Alva Edison in den Hintergrund. Doch da immer mehr Bürger der Vereinigten Staaten ein Automobil besaßen, wurde das Erdöl hauptsächlich für die Produktion von Motorenbenzin verwendet. Während des Angriffs auf Dutch Harbor vom 3. zum 4. Juni 1942 durch japanische Militärs brannten mehrere Öltanker am Strand ab. Mit insgesamt 11 Milliarden Barrel Erdöl, welches in den Jahren 1967 und 1968 von der Atlantic Richfield Company im Prudhoe Bay gefunden wurde, zählt dies zum letzten riesigen Erdölfund im 20. Jahrhundert. Ein riesiges Gebiet wurde danach für 900 Millionen US-Dollar verpachtet. Am Ende seiner Amtszeit als Präsident ließ Barack Obama gemeinsam mit Kanada eine Fläche fast doppelt so groß wie Deutschland als Schutzzone einrichten. Die US-amerikanischen Hoheitsgebiete in der arktischen Region sind damit für Ölbohrungen zeitlich gesperrt. Anfang März 2017 entdeckte die spanische Ölgesellschaft Repsol vor der nördlichen Küste Alaskas ein Ölfeld mit einem Vorkommen von 1,2 Milliarden Barrel. Dabei handelt es sich um den größten Erdölfund in Alaska seit 30 Jahren.

## Unglücke

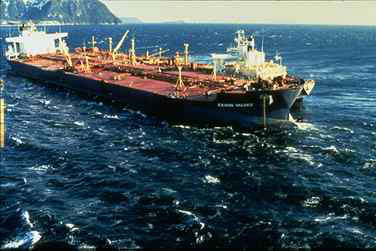
Die Exxon Valdez drei Tage nachdem sie auf das Riff auflief

Nachdem am 24. März 1989 der Öltanker Exxon Valdez auf das Bligh-Reef im Prinz-William-Sund auflief, verlor das Schiff 40.000 Tonnen Rohöl. Die Folgen der dadurch entstandenen Umweltverschmutzung sind noch Jahrzehnte nach dem folgenschweren Unglück zu spüren. Geschätzte 250.000 Seevögel und andere Tiere wie Wale verendeten in der Ölpest; 2000 Kilometer Küste sind verseucht worden. Die Fischerei in den dortigen Gebieten ist nach dem Unglück zusammengebrochen. 25 Jahre danach herrschten noch strenge Auflagen zum Fischfang in der Region. Das Gerichtsverfahren gegen Exxon wurde mit 150 Millionen US-Dollar Strafzahlungen, sowie weiteren mehreren Milliarden US-Dollar an Wiedergutmachungszahlungen und zur Herstellung der heimischen Ressourcen, beendet. Anfangs drohte dem Unternehmen eine Strafe bis zu 40 Milliarden US-Dollar, jedoch ging das Unternehmen in Berufung. Der Kapitän des Schiffes wurde danach inoffiziell für das Unglück verantwortlich gemacht, da er während des Unglücks betrunken war, jedoch konnte ihm keine kriminelle Machenschaft nachgewiesen werden.
Am 3. März 2006 löste sich der vom texanischen Ölunternehmen Tesoro Corporation gecharterter Öltanker Seabulk Pride von seiner Verankerung. Der Öltanker wurde mit Erdöl aus einer Raffinerie in Nikiski betankt, bis die Eisscholle ihn von der Verankurng trennte und der Öltanker in den Cook Inlet trieb. Die Küstenwache teilte mit, dass von den mit 20 Millionen Liter Erdöl nur 38 Liter in das Gewässer liefen.